# Остроменцкая, Надежда Феликсовна
Надежда Феликсовна Остроменцкая (1893—1968) — советская украинская писательница, педагог.

## Биография
Родилась в 1893 году.
Летом 1926 года работала в колонии им. М. Горького клубным работником, затем воспитателем-учителем. 
Впоследствии стала украинской детской писательницей. Оставила воспоминания о Колонии, в которых изложила  выдуманную «историю с палками и дубинами», которые, по Остроменцкой, воспитанники должны были сами приносить из леса (а потом, якобы, использовались для их же телесных наказаний). В результате были инициированы обследования колонии. Акты не менее трёх обследований колонии в 1928 году свидетельствовали об обратном. Тем не менее, очерк Н. Ф. Остроменцкой был использован членом ЦК ВКП(б) Н. К. Крупской и другими как свидетельство очевидца «кулачной педагогики» в Колонии им. Горького и способствовал отстранению А. С. Макаренко от руководства колонии летом 1928 года.